# Republiqueta de Larecaja

Bandera de la Republiqueta de Larecaja

Se conoce con el nombre de republiqueta de Larecaja a la guerrilla independentista que luchó contra los realistas españoles durante la guerra de independencia hispanoamericana en la región del lago Titicaca del Alto Perú (actual Bolivia), al mando del sacerdote católico Ildefonso Escolástico de las Muñecas. Con base en la villa de San Lorenzo de Ayata, Partido de Larecaja, abarcaba parte de los partidos de Yungas y de Apolobamba, todos de la Intendencia de La Paz. El accionar de esta guerrilla comenzó con la evacuación de La Paz por las fuerzas de la Rebelión del Cuzco en 1814 y se mantuvo hasta 1816, cuando fue completamente derrotada. 

## Ocupación de La Paz por los cusqueños
En agosto de 1814 estalló la Rebelión del Cuzco, estallido independentista liderado por los hermanos José, Vicente y Mariano Angulo, que formaron una junta presidida por el cacique de Chincheros, brigadier Mateo Pumacahua. La Junta envió tres divisiones dirigidas a Huamanga, Arequipa y La Paz, esta última estaba comandada por Juan Manuel Pinelo. Partieron del Cusco a mediados de agosto, tomaron Puno el 26 de agosto sin resistencia y luego se dirigieron hacia la guarnición que protegía el paso del río Desaguadero, en donde se hallaba el realista Joaquín Revuelta con 13 piezas de artillería y 160 hombres, los que desertaron a la llegada de los cusqueños el 11 de septiembre. El ejército rebelde, formado por 400 fusileros, 2 culebrinas y 4 cañones, se dirigió a La Paz, ciudad protegida por el gobernador intendente Marqués de Valdehoyos con 300 hombres y 4 piezas de artillería. El 24 de septiembre fue ocupada La Paz por Pinelo después de dos días de sitio, cometiendo excesos con la población y realizando ejecuciones masivas. Entre los asesinados estaba el gobernador intendente Gregorio de Hoyos. 
El jefe del ejército realista del Alto Perú, Joaquín de la Pezuela, envió desde Tupiza una división al mando de Juan Ramírez Orozco, la que llegó a Oruro el 15 de octubre y desde allí destacó Ramírez 2 compañías sobre La Paz. Los revolucionarios cusqueños fueron derrotados en la Batalla de Achocalla el 2 de noviembre de 1814 y al día siguiente entró Ramírez en la arruinada ciudad de La Paz, retrocediendo rápidamente las fuerzas de Pinelo hasta Puno. 
El 17 de noviembre continuó Ramírez Orozco su avance hacia el interior del Virreinato del Perú dejando a José Landaverí como gobernador intendente de La Paz, con una compañía y 4 piezas de artillería.

## Inicio de la republiqueta

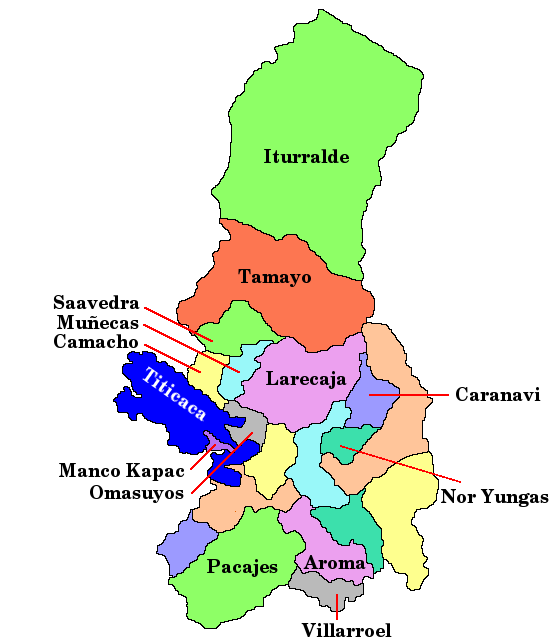
Actual Departamento de La Paz en Bolivia.

El cura Muñecas, quien había llegado con Pinelo, luego de la derrota en la Batalla de Chacaltaya se refugió con 200 compañeros en el Partido de Larecaja en donde formó un grupo guerrillero que fue la base de la Republiqueta de Larecaja. Primero se estableció en el pueblo de Sorata y luego se alejó hacia el norte estableciendo su cuartel general en Ayata.
Institulándose general en jefe del ejército auxiliar de la patria en las Provincias Unidas del Río de la Plata, formó a mediados de 1815 con 200 indígenas el Batallón Sagrado, contando con 2 cañones y unos 3.000 indígenas auxiliares. Organizó un sistema de administración de justicia y de gobierno en los territorios que controlaba y abolió los tributos:

Por Tanto, Ordeno y Mando: que ningún pueblo adherido a nuestra sagrada causa ni a cualesquiera otro que sabiendo estas órdenes se nos reúnan, pague contribución quedando así libres y dispuestos a defenderse de los infames sarracenos que intentan sujetarlos y atraerlos a su partido (...)
Cuartel General de Ayata, agosto 15 de 1815

## Acción guerrillera
Muñecas junto a otros compañeros que habían llegado con Pinelo, entre ellos los jefes guerrilleros Monroy, Carriere (o Carreri) y Carrión, prestaron apoyo en 1815 a la tercera expedición auxiliar argentina al mando de José Rondeau. Muñecas logró apoderarse del pueblo de Achacachi e intentó atraer a su causa a los indígenas de Pucarani, no lográndolo, se replegó hacia el norte operando entre Puno y La Paz e impidiendo que el ejército realista ingresara al Alto Perú desde el Perú pasando el río Desaguadero. 
Muñecas avanzó sobre el Partido de Apolobamba, contando con el apoyo del cacique takana del pueblo de Atén en el alto Beni, Santos Pariamo, se apoderó del pueblo de Apolo ampliando sus recursos.
Los guerrilleros fueron derrotados en el Combate de los altos de Paucarcolla, entre Puno y Lampa. Como consecuencia de este combate, Monroy se suicidó y Carrión, Carrieri y otros cinco jefes guerrilleros fueron fusilados. Muñecas escapó rodeando el lago Titicaca por el norte y rehízo su ejército al sublevar a los indígenas del Partido de Omasuyos, logrando dominar la región al norte y al este del lago Titicaca. En enero de 1816 una división de 400 soldados realistas avanzó contra Muñecas, pero luego de 35 días de enfrentamientos, retornó sin vencerlo.

## Fin de la republiqueta
El virrey del Perú José Fernando de Abascal elaboró un plan de ataque y envió desde Puno un ejército al mando del coronel Agustín Gamarra, quien rodeó por el norte el lago Titicaca. Simultáneamente, otra columna de 400 hombres salió de La Paz al mando del comandante José Aveleira rodeando por el sur el lago Titicaca para efectuar una convergencia con la columna de Gamarra en la cordillera de Sorata. La derrota definitiva de la Republiqueta de Larecaja se produjo en el combate en las alturas de Choquellusca al pie del Nevado de Sorata en la cordillera de Cololó, el 27 de febrero de 1816, en donde los jefes realistas Gamarra y Aveleira vencieron al "Batallón Sagrado". Los 106 prisioneros fueron ejecutados, entre ellos el segundo de Muñecas, Juan Crisóstomo Esquivel. Muñecas huyó refugiándose entre los indígenas de Camata en una cueva, pero poco después fue entregado por ellos junto con 30 de sus compañeros, que no se salvaron de ser ejecutados. 
Pezuela, quien viajaba a Lima para asumir como virrey, ordenó que fuera enviado al Cusco para ser degradado, pero al ser trasladado, Muñecas fue asesinado entre Tiahuanaco y Huaqui cerca del río Desaguadero el 7 de julio de 1816. El asesinato lo realizó el capitán Pedro Solar, presumiblemente por orden del virrey, aunque oficialmente se dijo que fue por un disparo accidental. Los pocos acompañantes que le quedaban fueron también ejecutados.